# Leptotyphlops nicefori
Leptotyphlops nicefori är en kräldjursart som beskrevs av  Dunn 1946. Leptotyphlops nicefori ingår i släktet Leptotyphlops och familjen Leptotyphlopidae. Inga underarter finns listade i Catalogue of Life.